# 馬來西亞國花

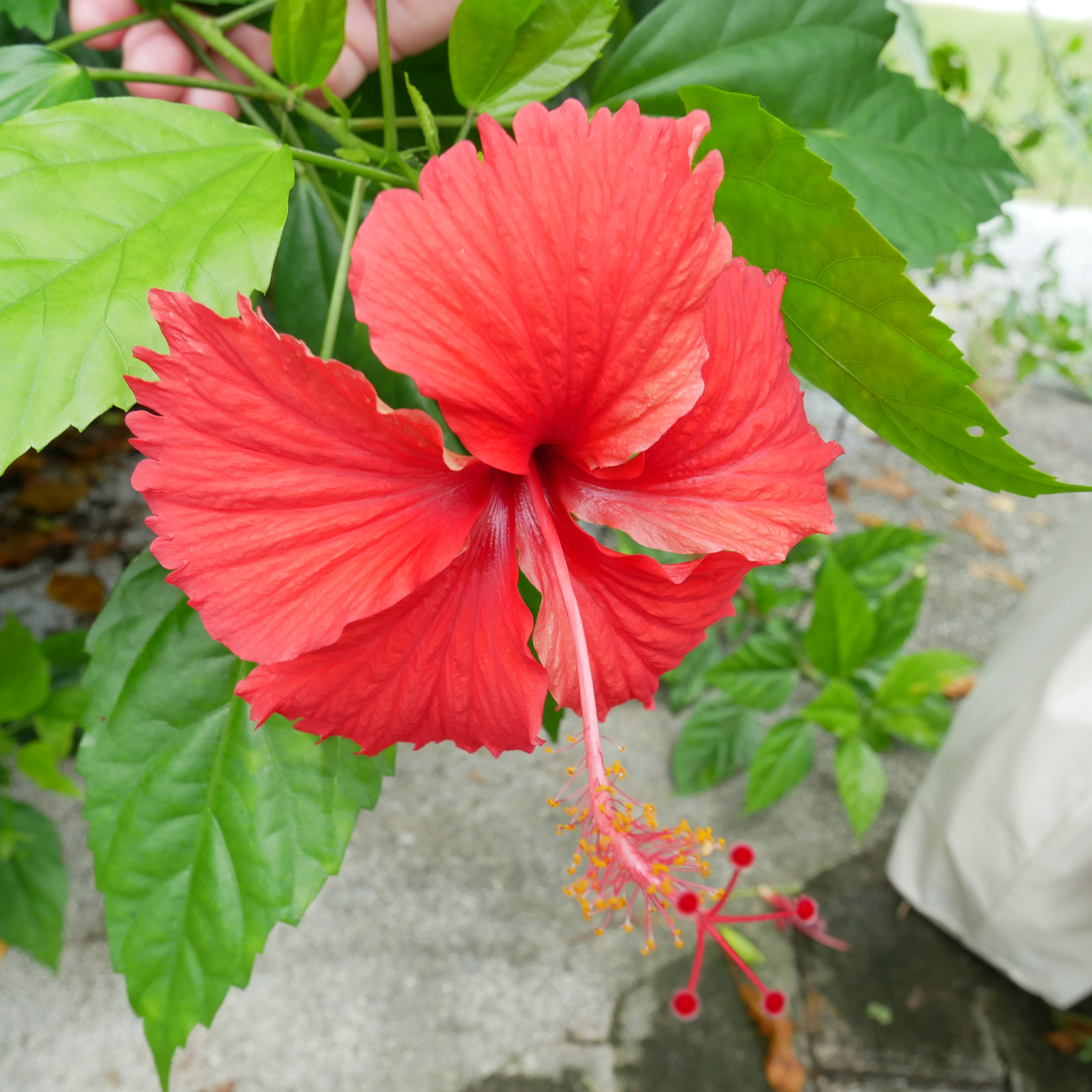
红色的朱槿

大红花是马来西亚的国花，也就是红色的木槿花（学名：Hibiscus rosa-sinensis），于1960年7月28日正式成为国花。

## 历史
马来亚于独立前，农业单位已接获命令寻找马来亚的国花。1957年8月31日，自英国殖民者手中独立。
1958年，农业部将以下7种花列为马来亚国花的候选：
1. Bunga Raya：Bunga Raya是所有木槿的马来名称。而国花的候选只为一种有五个单瓣、单支花蕊的大红色朱槿花。
2. Bunga Kenanga：一种夷兰属的乔木，花黄绿色，有香味。
3. Bunga Melur：茉莉花
4. Bunga Teratai：莲花
5. Bunga Mawar：玫瑰花
6. Bunga Cempaka：兰花
7. Bunga Tanjung：丹绒花、又称夜来香。

在商讨过后，大红花于1960年7月28日正式成为马来西亚的国花。1963年9月16日，包括新加坡、北婆羅洲（后改稱沙巴）及砂拉越在内的马来西亚成立，国花仍然是大红花。

## 象徵
马来文中的Bunga意思是是花、Raya则是大的意思，其意即是“大花”，为所有木槿的马来名称。马来西亚华人称国花为大红花。大红花意义是红色代表勇敢，强大的生命力与快速的繁衍能力，象征了马来西亚国家与国民生生不息地茁壮成长。五个花瓣代表了马来西亚的“国家原则”（Rukun Negara），即“信奉上苍、忠于君国、维护宪法、尊崇法治、培养德行”。

## 應用
马来西亚的令吉，无论是纸钞或硬币上都印有大红花的图案。